# Найнті-Сікс (Південна Кароліна)
Найнті-Сікс (англ. Ninety Six) — місто (англ. town) в США, в окрузі Грінвуд штату Південна Кароліна. Населення — 2076 осіб (2020).

## Географія
Найнті-Сікс розташоване за координатами 34°10′19″ пн. ш. 82°1′24″ зх. д. / 34.17194° пн. ш. 82.02333° зх. д. (34.171877, -82.023338).  За даними Бюро перепису населення США в 2010 році місто мало площу 3,88 км², уся площа — суходіл. В 2017 році площа становила 4,66 км², уся площа — суходіл.

## Демографія
Згідно з переписом 2010 року, у місті мешкало 1998 осіб у 812 домогосподарствах у складі 556 родин. Густота населення становила 515 осіб/км².  Було 882 помешкання (227/км²).
Расовий склад населення:
| - 78,2 % — білих - 19,7 % — чорних або афроамериканців - 0,4 % — азіатів - 0,3 % — корінних американців |

До двох чи більше рас належало 1,0 %. Частка іспаномовних становила 1,2 % від усіх жителів.
За віковим діапазоном населення розподілялося таким чином: 29,0 % — особи молодші 18 років, 53,8 % — особи у віці 18—64 років, 17,2 % — особи у віці 65 років та старші. Медіана віку мешканця становила 37,6 року. На 100 осіб жіночої статі у місті припадало 84,5 чоловіків;  на 100 жінок у віці від 18 років та старших — 75,0 чоловіків також старших 18 років.
Середній дохід на одне домашнє господарство  становив 48 096 доларів США (медіана — 39 375), а середній дохід на одну сім'ю — 56 366 доларів (медіана — 51 875). Медіана доходів становила 38 750 доларів для чоловіків та 31 875 доларів для жінок. За межею бідності перебувало 19,0 % осіб, у тому числі 31,0 % дітей у віці до 18 років та 10,8 % осіб у віці 65 років та старших.
Цивільне працевлаштоване населення становило 802 особи. Основні галузі зайнятості: освіта, охорона здоров'я та соціальна допомога — 23,7 %, виробництво — 17,5 %, роздрібна торгівля — 9,9 %, науковці, спеціалісти, менеджери — 9,4 %.